# Hebronmassakern 1929
Hebronmassakern 1929 var ett klimax i de upplopp som förekom i Palestinamandatet till följd av kontroverser mellan muslimer och judar om tillträde till Västra muren, även kallad Klagomuren. Vid massakern i Hebron 1929 mördades 67 judar under två dagar, den 23 och 24 augusti 1929, och många skadades. 
Upploppet uppstod efter rykten om att judar planerade att ta kontroll över muslimska heliga platser. En grupp judiska ungdomar hade samlats vid västra muren, sjungit att muren var deras och hissat en sionistisk flagga. Ett ogrundat rykte om att ungdomarna hade attackerat araber och förolämpat Muhamed bidrog ytterligare.
Några av de 435 judar som överlevde hade gömts av lokala vänligt inställda arabiska familjer, dock  är det omdiskuterat hur många som räddades på det viset.

## Bakgrund
Spänningarna mellan araber och judar intensifierades delvis på grund av den judiska invandringen, då 80 000 personer anlände 1924–1931.
Den 15 augusti 1929 hade flera hundra medlemmar av Joseph Klausners kommitté för Västra muren, samlats vid Västra muren i Jerusalem och skrikit ”Muren är vår”.
Ogrundade rykten spreds att judar hade attackerat lokalbefolkningen och att de hade förbannat Muhammed. Som svar på detta marscherade följande dag Muslimska högsta rådet till Västra muren och började bränna Torah-rullar och misshandla judar. Oroligheterna fortsatte och eskalerade. Den 23 augusti, efter rykten om att judar planerade att attackera al-Aqsamoskén, började araber attackera judar I Gamla staden i Jerusalem. Våldsamheterna spred sig till andra delar i det brittiska Palestinamandatet. Under dessa upplopp dödades minst 116 araber och 133 judar. I Hebron mördades 67 judar. 

## Efterspel
Sammanlagt 195 araber och 34 judar dömdes av domstol för brott i samband med 1929 års upplopp. Dödsdomar avkunnades för 17 araber och 2 judar, men straffen omvandlades senare till långa fängelsestraff, utom för tre araber som hängdes. 
Ett stort antal arabiska byar fick betala höga böter. Viss ersättning beviljades personer som förlorat familjemedlemmar eller egendom.